# Nikki Kelly
Nikki Kelly (Leamington Spa, 23 november 1951) is een Brits actrice. Zij is bekend om haar rol van Sylvia Garnsey in de komische televisieserie Hi-de-Hi!.

## Filmografie
- You're Driving Me Crazy (1978)

## Televisieseries
- Dixon of Dock Green (1975)
- Life Begins at Forty (1978)
- Hi-de-Hi! (1980-1988)
- How's Your Father? (1980)